# Foursquare
Foursquare è una social network basata sulla geolocalizzazione disponibile tramite web e applicazioni per dispositivi mobili.
Gli utenti eseguono il check-in (la registrazione della propria posizione) tramite la versione browser del sito o attraverso applicazioni su dispositivi che utilizzano il GPS. I check-in sono retribuiti con punti e talvolta con dei "badge". Il servizio è stato creato da Dennis Crowley e Naveen Selvadurai, i due cominciarono a costruire la prima versione di Foursquare nell'autunno del 2008 e lo lanciarono nel Sud al Southwest Interactive di Austin, in Texas nel marzo del 2009. Crowley aveva precedentemente creato un progetto simile dal nome Dodgeball, che è stato comprato da Google nel 2005 e messo offline nel 2009 per lasciare spazio a Google Latitude.
A fine 2009 Foursquare ha raggiunto 100.000 utenti. Nell'agosto del 2010 i responsabili del social network hanno comunicato di aver raggiunto i 5 milioni di utenti registrati.
Il 1º settembre 2010 l'azienda ha vinto il premio Technology Pioneer al World Economic Forum.
Il 20 giugno 2011 ha raggiunto i 10 milioni di membri, notevole crescita rispetto ai 6 milioni di inizio anno, con una crescita del 67%.
Nell'aprile 2012 l'azienda ha comunicato di aver raggiunto i 20 milioni di utenti registrati, di aver superato i 2 miliardi di check-in, e di aver assistito più di 750.000 commercianti con la propria piattaforma.
Nel gennaio 2013 Foursquare ha comunicato di aver raggiunto i 30 milioni di utenti registrati e 3 miliardi di "check-in".
Nel febbraio 2014 Microsoft ha investito in Foursquare oltre 162 milioni di dollari, portando la valutazione dell'azienda a oltre 600 milioni di dollari.
Nel maggio 2014 Foursquare lancia l'app Swarm, disponibile per iOs, Android e Windows Phone, uno spin-off dedicato ai check-in e alla competizione con la propria cerchia di amici. Foursquare perde dunque la funzione di check-in e mantiene quella esplorativa.

## Funzionamento
Foursquare è un'applicazione mobile e web che permette agli utenti registrati di condividere la propria posizione con i propri contatti. Il check-in nei luoghi permette di ottenere punti necessari a scalare una classifica settimanale, basata sugli ultimi 7 giorni, della quale fanno parte i contatti della propria stessa città. I check-in possono inoltre essere condivisi, insieme ad un breve status, collegando Foursquare ai propri profili Facebook e Twitter. Nella versione 1.3 dell'applicazione per iPhone è stata introdotta la funzione ping che consiste nella ricezione, tramite notifiche push, degli aggiornamenti dei propri contatti. Gli utenti ricevono inoltre dei "badge", dei riconoscimenti per aver raggiunto certi obiettivi, eseguendo il check-in in certi luoghi, a una certa frequenza o trovandosi in una certa categoria di luoghi. È stata annunciata la possibilità futura per gli utenti di creare badge personalizzati. Se un utente esegue il check-in in uno stesso luogo più giorni di seguito e visita un luogo più di qualsiasi altro utente nei precedenti 60 giorni ne diventa sindaco e il suo avatar è inserito nella pagina relativa al luogo fino a quando un nuovo utente non esegue più check-in del sindaco in carica. Per diventare sindaco non valgono check-in multipli eseguiti nello stesso luogo durante lo stesso giorno. I proprietari di un'attività hanno la facoltà, qualora la pagina relativa al luogo non sia stata creata da loro, di reclamarla e di offrire sconti e offerte al sindaco o agli utenti che vi fanno il check-in.
Gli utenti possono inoltre creare una lista pubblica di cose da fare e scrivere dei brevi suggerimenti per gli utenti che seguono check-in nel luogo stesso o in quelli vicini.
Dal 15 agosto 2011 gli utenti possono inoltre creare e a loro volta seguire delle liste tematiche nelle quali inserire consigli per i propri amici.
Al suo lancio nel 2009 Foursquare era disponibile in maniera limitata in sole 100 aree metropolitane in tutto il mondo. Nel gennaio 2010 il social network ha cambiato il modello alla base dei check-in permettendo di fatto di effettuarlo in qualsiasi parte del mondo. A marzo del 2010 il servizio ha superato i 500000 utenti attivi mentre a luglio 2010, in soli 4 mesi, è riuscito a superare la quota di 2 milioni.
Foursquare è disponibile con applicazioni dedicate per iOS, Android, WebOS, Windows Phone e Blackberry. Gli utenti Symbian e Pocket PC possono usare Foursquare attraverso Waze, disponibile anche per iOS, Android, Windows Phone e Blackberry. Il servizio è comunque accessibile tramite browser mobili attraverso i quali i luoghi devono però essere cercati manualmente e non possono essere trovati automaticamente tramite il GPS come avviene nelle applicazioni dedicate. Il 16 aprile a Tampa, in Florida e successivamente a Manchester, New Hampshire è stato dichiarato il Foursquare Day.

## Foursquare 2.0
A settembre 2010 è stata lanciata la versione 2.0 che aiuta gli utenti a scoprire nuovi luoghi e attività oltre a condividere la propria posizione come già avveniva nelle versioni precedenti. Le due liste, cose da fare e suggerimenti, sono state separate e messe in evidenza per aumentarne l'usabilità. È stato inoltre aggiunto un tasto per aggiungere più facilmente un luogo alla lista delle cose da fare. A partire da questa versione l'applicazione ricorda inoltre all'utente le cose da fare che si trovano nelle sue immediate vicinanze. Applicazioni di terze parti come quelle di The New York Times, Wall Street Journal e Zagat hanno aggiunto il tasto "Add to my Foursquare" che permette di aggiungere determinati luoghi alla propria lista di cose da fare. Il 20 dicembre 2010 è stato distribuito un importante aggiornamento del sito e delle relative applicazioni per iOS e Android che ha visto l'introduzione dei commenti e delle foto nei Check-In e la possibilità di caricare foto pubbliche dei luoghi nelle relative schede.

## Foursquare 3.0
A soli due anni dalla presentazione di Crowley e Salvadurai della prima versione di Foursquare e a sei mesi dall'ultimo importante aggiornamento, il 9 marzo 2011 il social network arriva al suo terzo aggiornamento maggiore. L'aggiornamento punta a rendere Foursquare un'applicazione utile a segnalare all'utente, in base ai suoi check-in e ai suoi gusti, luoghi e attività che potrebbero interessargli. La nuova versione mostra il completo rinnovamento della sezione personale dell'utente con una nuova classifica e una serie di altre sezioni: "Categorie più esplorate" e "Primi posti" sono le nuove liste che vanno ad arricchire la cronologia dei luoghi visitati già introdotta nella versione precedente e che mostrano una breve lista della tipologia di posti e dei luoghi specifici più visitati negli ultimi sei mesi. La vera novità di questo nuovo aggiornamento maggiore è però la sezione "Esplora" che permette all'utente, a partire da alcuni parametri e filtri personalizzabili come la scelta del luogo per tipologie predefinite o selezionabili attraverso una riga di ricerca e l'impostazione di un raggio di ricerca massimo, di trovare luoghi interessanti nelle immediate vicinanze secondo i propri gusti personali e quelli dei propri amici o di trovare luoghi popolari in Foursquare a partire dal numero di Check-in e di consigli lasciati dagli altri utenti. La nuova sezione ha una doppia possibilità di consultazione: la prima è la classica visualizzazione a lista che segnala un elenco dei luoghi interessanti e mostra se ogni posto, con i suoi relativi suggerimenti, ci viene suggerito perché ci siamo stati in precedenza (in questo caso viene mostrato anche il numero di check-in che vi abbiamo effettuato), perché visitato dai nostri amici, (in questo caso viene mostrato quanti nostri amici l'hanno visitato), o se ci viene mostrato perché, avendo un alto numero di Check-in e suggerimenti, è popolare per l'intera community di Foursquare. Alternativamente è possibile visualizzare i risultati su una mappa che ci mostrerà contemporaneamente la nostra posizione attuale e i segnalini corrispondenti ai luoghi suggeriti.

## Foursquare 4.0
Nel mese di ottobre 2011 viene presentato Foursquare Radar, una nuova feature distribuita attraverso un aggiornamento della versione per iPhone. Attivando questa funzione, che è opzionale, quando seguiremo una lista Radar sarà in grado di dirci se siamo vicini ad una venue presente sulla lista stessa. E ancora, se tre o più amici fanno check-in in una venue, Radar ci mostrerà la venue così da poterci incontrare.
Il 16 novembre 2011 il sito viene rinnovato sotto molti aspetti, gli utenti vengono incentivati a scoprire nuovi posti grazie ad una mappa messa in risalto in homepage, e a sbloccare nuovi badge diventando utenti competenti, mentre le aziende vengono incentivate a sfruttare gli special. A cambiare sono anche le pagine interne dedicate ai badge, agli amici, alle statistiche e alle impostazioni. Nella pagina di una venue viene data più importanza a foto e consigli, mentre la pagina dedicata alle liste mostra quelle più in voga e quelle create dai nostri amici.

## I badge
I badge sono riconoscimenti che si ottengono eseguendo il check-in in alcuni luoghi. Alcuni badge possono essere ottenuti eseguendo check-in solo in determinate città. Inizialmente tutti i badge erano legati alla città in cui erano stati ottenuti ma successivamente Foursquare ne ha cambiato il funzionamento e ora i badge globali ottenuti non sono più legati alla città ma sono validi ovunque. Una volta ottenuto il badge rimane permanentemente sul profilo dell'utente. Foursquare non ha attualmente reso noto come ottenere diversi dei badge disponibili. I badge di base, più semplici da ottenere, sono legati al numero di check-in e ai chilometri percorsi. Altri sono legati a determinati tag che possono essere legati a certi luoghi. Altri sono legati a una città, a una certa categoria di luoghi a eventi o a incontri. Alcuni badge hanno la stessa icona ma vanno ottenuti in maniera differente l'uno dall'altro. Allo stesso modo ci sono alcuni badge che vengono ottenuti differentemente pur avendo nomi simili: e il caso di Far Far Away, Trifecta e I'm on a Boat. Il 23 settembre 2010 Foursquare ha annunciato che è possibile ottenere badge non più solo eseguendo check-in ma anche completando compiti dalla propria lista di cose da fare.
Un aggiornamento riguardo ai badge è stato introdotto nel Novembre 2011 con l'aggiunta dei badge esperienza, i quali sono divisi su tre livelli e hanno la funzione di assegnare un riconoscimento per il proprio livello di competenza, sancito in base al numero di check-in eseguiti. Il motto recita così: Expertise badges represent who you are and what you know best.
Il primo partner badge italiano è stato realizzato dalla Vodafone ed è nominato Vodafone Passport, attivo dal 16 luglio 2011 al 30 settembre 2011.

## Promozioni
Le promozioni (special in inglese) sono un incentivo per gli utenti ad effettuare check-in in una determinata venue. Ci sono più di 750.000 punti vendita che offrono diverse promozioni, i principali casi di successo sono quelli che offrono uno sconto con l'acquisto, quelli che regalano qualcosa, o quelli che offrono un trattamento speciale ai clienti migliori. Gli Special sono gratuiti e valgono solo per i luoghi dichiarati. Sono disponibili sette tipi di promozioni, che hanno come requisiti la capacità di soddisfare immediatamente l'offerta, e non deve essere presente nessuna pubblicità. Fra le tipologie troviamo quelle lampo, quelle fedeltà, quelle per i mayor o quelle per i gruppi.
Promozioni ritirate

Foursquare ha deciso di ritirare diverse tipologie di Special, dall'8 novembre 2013 per i nuovi utilizzatori e dal 1º febbraio 2014 per tutti quelli che li avevano creati. Gli Special ritirati sono: Flash, Swarm, Friends e Mayor. Rimangono quindi attivi il Newbie, Check-in e Loyalty.

## Lo status di Superuser
Il servizio prevede tre livelli Superuser (in italiano: superutente) che non vanno confusi con il badge Super User. Lo status Superuser
 è assegnato agli utenti che effettuano check-in e aggiungono luoghi al database del sito molto frequentemente ai quali vengono assegnati delle possibilità di amministrazione delle pagine relative ai luoghi. A ognuno dei tre livelli corrispondono delle possibilità gestionali relative al database dei luoghi presenti sul sito:
- Superuser di Livello 1 possono modificare le pagine relative a tutti i luoghi presenti nel database, compresa la localizzazione su mappa del luogo. Questi user hanno la possibilità anche di segnare un luogo come chiuso o non più accessibile e di segnalare pagine doppie per uno stesso luogo in modo che le informazioni relative alle due pagine possano venire unite in una pagina sola.
- Superuser di livello 2 hanno le stesse possibilità di modifica dei luoghi relativi al livello precedente (informazioni, orari, posizione geografica e tag) ma possono in più mettere in atto l'unione di due pagine relative allo stesso luogo suggerita dai superuser di livello 1 decidendo quali informazioni mantenere dell'una o dell'altra pagina. Inoltre i superuser di Livello 2 possono modificare le categorie di un luogo e inserire siti internet relativi ai luoghi.
- Superuser di livello 3 aggiunge alle funzionalità già presenti nei due livelli precedenti la possibilità di creare e rimuovere gli alias dei luoghi e di agire su una lista globale di segnalazioni riguardanti dati e posizioni geografiche incorrette relative ai luoghi del database. Differentemente dai Superuser di livello inferiore, quelli di livello 3 visionando una lista globale di segnalazioni, possono apportare modifiche ai luoghi di tutto il mondo e non solo a quelli della città nella quale eseguono il check-in.

Per i Superuser è stata creata anche Hopscotch, un'applicazione ideata appositamente ed esclusivamente per la gestione delle venue creata da Nick Patrick. Tramite l'app, disponibile solo per iOS, è possibile modificare gli indirizzi, le categorie, individuare venue duplicate e inviare la segnalazione per unirle.

## Foursquare per marchi e aziende
A partire dal febbraio del 2010 Foursquare ha stretto degli accordi con Zagat, Bravo, Condé Nast, The New York Times e alcuni altri marchi disponibili a offrire suggerimenti, offerte speciali e nuovi badge a chi visita luoghi a essi legati. Il taglio in parte ludico di questo social network è confermato dalle diverse iniziative italiane  che in numerose città del mondo lo vedono coinvolto. Esempio Italiano in tal senso è stata la "Prima Conferenza dei Sindaci di Foursquare" o 4sqconf, organizzata da Mimulus e svoltasi il 17 luglio 2010 a Bologna. Inoltre il 24 settembre 2010 a Milano, all'interno della Social Media Week, Mimulus, ha progettato e poi organizzato, insieme a Vodafone Italia e Augmendy  Archiviato il 5 ottobre 2010 in Internet Archive., una caccia al tesoro chiamata Surfin' Milan che prevedeva l'uso di Facebook, Twitter e dei check-in di Foursquare presso monumenti e luoghi di interesse del capoluogo lombardo per ottenere indizi sulle tappe successive e aggiudicarsi il premio finale.
Con il lancio della versione 3 di Foursquare avvenuta nel mese di marzo del 2011, l'azienda ha lanciato anche nuove possibilità per aziende, marchi e commercianti che hanno la possibilità di rivendicare la paternità del marchio o del negozio e di accedere a monitoraggi e statistiche sugli avventori che effettuano check-in oltre che di offrire specials ai propri clienti. Oltre gli ormai noti benefici dedicati a chi diventa sindaco di un punto vendita di catene di alcuni determinati marchi Foursquare ha introdotto nuove tipologie di specials: special per gli swarms, per i gruppi di amici, per i clienti fedeli, per i newbie. Il proprietario di un marchio o di un negozio può così premiare e fidelizzare non solo il cliente che frequenta maggiormente il punto vendita ma anche coloro che vi si avvicinano per la prima volta o che portano con sé amici e quindi altri potenziali clienti. Contestualmente all'uscita di Foursquare 3.0 l'azienda ha stretto un importante accordo con American Express che dal 10 marzo 2011, durante l'annuale SXSW, ha dato via a un esperimento pilota in oltre 60 esercizi commerciali di Austin, in Texas che hanno iniziato a offrire sconti e promozioni agli utenti del social-network secondo la formula "spendi $5, risparmi $5". Data la pronta risposta degli utenti l'esperimento è stato ripetuto nel Luglio dello stesso anno su scala nazionale (sempre negli USA). Due catene nazionali hanno aderito all'iniziativa: H&M, che spendendo 75$ te ne restituisce 10$, e Sport Authority, che spendendo 50$ ne rimborsa 20$.
Il 2 agosto 2011 Foursquare ha introdotto una nuova, più semplice, veloce e intuitiva procedura per la creazione di pagine per aziende e marchi. Mentre precedentemente le aziende che avessero voluto creare una pagina dovevano compilare un foglio di calcolo e inviarlo ai dipendenti del social network perché venisse approvato, successivamente la procedura è stata automatizzata e semplificata. Requisito fondamentale per iniziare a creare una pagina è il possesso di un account Twitter, l'invio di un banner che faccia da testata per la pagina e l'inserimento di almeno 5 consigli che permettono al marchio di apparire nella galleria pubblica delle pagine ed essere visibile agli utenti. L'azienda può collegare la sua pagina di Foursquare alla propria pagina Facebook o al proprio profilo Twitter e può effettuare, proprio come un normale utente, check-in in luoghi ed eventi in cui è presente il marchio in modo da fidelizzare i propri clienti.